# Laelia crawshayana
Laelia crawshayana är en orkidéart som beskrevs av Heinrich Gustav Reichenbach. Laelia crawshayana ingår i släktet Laelia och familjen orkidéer. Inga underarter finns listade i Catalogue of Life.